# Києво-Крулевське (гміна)
Гміна Києво-Крулевське (пол. Gmina Kijewo Królewskie) — сільська гміна у північній Польщі. Належить до Хелмінського повіту Куявсько-Поморського воєводства.
Станом на 31 грудня 2011 у гміні проживало 4399 осіб.

## Площа
Згідно з даними за 2007 рік площа гміни становила 72.19 км², у тому числі:
- орні землі: 90.00%
- ліси: 2.00%

Таким чином, площа гміни становить 13.68% площі повіту.

## Населення
Станом на 31 грудня 2011:
| Опис     | Загалом | Загалом | Чоловіки | Чоловіки | Жінки | Жінки |
| -------- | ------- | ------- | -------- | -------- | ----- | ----- |
| одиниця  | осіб    | %       | осіб     | %        | осіб  | %     |
| все      | 4399    | 100     | 2176     | 49.47    | 2223  | 50.53 |
| міське   | 0       | 100     | 0        |          | 0     |       |
| сільське | 4399    | 100     | 2176     | 49.47    | 2223  | 50.53 |

## Сусідні гміни
Гміна Києво-Крулевське межує з такими гмінами: Хелмно, Хелмно, Хелмжа, Луб'янка, Папово-Біскупе, Стольно, Уніслав.